# تیمور رحمانی
تیمور رحمانی (زاده ۱۳۴۴ روستای لون سادات کامیاران - ) اقتصاددان و استاد دانشگاه اهل ایران است. او عضو هیئت علمی دانشکدۀ اقتصاد دانشگاه تهران است و مشاور رئیس بانک مرکزی در دوره ریاست عبدالناصر همتی و محمد رضا فرزین و عضو کمیته مدیریت نقدینگی بانک مرکزی در پایان دهه ۹۰ بوده است.

## زندگی
تیمور رحمانی در سال ۱۳۴۴ در روستای لون سادات در شهرستان کامیاران استان کردستان متولد شد. وی تحصیل در رشته اقتصاد را از سال ۱۳۶۳ در دانشگاه تهران آغاز نمود و در سال ۱۳۶۷ مدرک کارشناسی خود را دریافت کرد. او مقطع کارشناسی ارشد و دکتری را نیز در دانشگاه تهران گذراند و مدرک ارشد و دکترای اقتصاد خود را به ترتیب در سال‌های ۱۳۷۱ و ۱۳۷۸ از این دانشگاه اخذ نمود. حوزه مطالعاتی رحمانی اقتصاد کلان و اقتصاد پولی و موضوعاتی مثل رشد اقتصادی، سرمایه انسانی، سیاست پولی و نرخ بیکاری بوده و تالیفات متعددی در این زمینه داشته است. او در سال ۱۴۰۳ به عنوان استاد برگزیده شاگرد پرور کشوری در این سال انتخاب شد.
عبدالناصر همتی در انتخابات ریاست جمهوری ۱۴۰۰ رحمانی را به عنوان معاون اقتصادی دولت خود معرفی کرد. رحمانی خود در طول این انتخابات فعالیت انتخاباتی نداشت.

## سیاست کنترل مقداری ترازنامۀ بانک‌ها
رحمانی از اقتصاددانان اصلی تهیه و ارائه‌کنندۀ طرح کنترل مقداری ترازنامۀ بانک‌ها به بانک مرکزی بود که هدف از آن کنترل خلق نقدینگی بانک‌ها و کنترل تورم با تعیین کردن سهمیۀ خلق نقدینگی برای بانک‌ها بوده که از سال ۱۳۹۹ در دورۀ ریاست عبدالناصر همتی بر بانک مرکزی ایران اجرا شد. برخی از اقتصاددانان می‌گویند در آن شرایط اقتصادی کشور چاره‌ای جز اتخاذ این شیوه برای کنترل خلق نقدینگی در سیستم بانکی وجود نداشته و این شیوه در کنترل تورم نیز مؤثر بوده است. با این وجود برخی دیگر از اقتصاددانان آن را اشتباهی بزرگ از سوی بانک مرکزی و سیاستی بسیار اشتباه و مخرب می‌دانند که به جای راه حل درست که تلاش برای اصلاح و احیای نظارت متداول چندلایۀ بانکی و بهبود تدریجی آن در اصلاح نظام بانکی باشد، اجرا شد و دلیل آن را نبود اراده برای انجام کار سخت احیای نظام نظارت چندلایۀ بانکی و امید کاذب بستن به وعدۀ راه جایگزین و سادۀ کنترل ترازنامه، یه عنوان عملی خلاف قاعده و تجربۀ سیستم بانکداری دنیا و اختراع «متخصصین وطنی» می‌دانند که هدف اصلی سیستم پولی که تخصیص بهینۀ منابع باشد را مختل می‌کند. همچنین در میان و بلندمدت اثر آن بر رشد اقتصادی را کاهش شدید آن و بر کنترل تورم، افزایش این شاخص از طریق اولاً مختل شدن سیستم پولی کشور در تخصیص بهینۀ منابع برای بزرگ کردن کیک اقتصاد و ثانیاً افزایش تورم به دلیل سطحی از رکود غیرعادی در بخش مولد بهره‌ور اقتصاد در شیوۀ اجرای سیاست کنترل ترازنامه که در شرایط انقباض پولی عادی برای کنترل تورم وجود نداشت می‌دانند که به دلیل شکل انحصاری دسترسی به تسهیلات بانکی در این شیوۀ کنترل خلق نقدینگی ایجاد شده است.

### پیش‌زمینه و راه‌های جایگزین
از دلایل ایجاد بحران بانکی و رشد بی‌حساب نقدینگی در دهۀ ۹۰ در ایران که به سقوط اقتصادی سال ۱۳۹۷ و جهش تورمی منتهی شد، نبود سازوکار نظارت مؤثر بانکی بود. حتی در مقاطعی در زمان ریاست ولی‌الله سیف بر بانک مرکزی نظارت بر بانک‌ها به خود آن‌ها واگذار شد. در سال ۱۳۹۷ و ۱۳۹۸ که سقوط اقتصادی رخ داده و متخصصان بانک مرکزی کاملاً به نقیصۀ نبود نظارت مؤثر بانکی و آثار آن پی بردند، برخی متخصصان به رهبری رحمانی به جای توصیۀ راه حل متعارف و علمی جلوگیری از خلق نقدینگی بی‌حساب توسط بانک‌ها که همان احیای نظارت چندلایۀ بانکی، تقویت معاونت نظارتی بانک مرکزی و اجرای مقررات بازل در سیستم بانکی کشور بود، راه حل جدید، ابداعی و سادۀ کنترل ترازنامۀ بانک‌ها برای کنترل خلق نقدینگی و تورم را به بانک مرکزی پیشنهاد کردند.

### نحوۀ اجرا و نتایج
اجرای این طرح بدین صورت بود که بانک مرکزی برای هر بانک در کشور یک سقف سالانه برای رشد خلق نقدینگی تعیین کرد. اثر اولیۀ آن علاوه بر تنگنای مالی برای تولید، این بود که بانک‌های کارآمد در تخصیص بهینۀ منابع به اندازۀ بانک‌های ناتراز دسترسی به نقدینگی داشتند و عملاً بازار پولی کشور در تخصیص بهینۀ منابع توسط بانک‌های دارای ترازنامه متوازن ناتوان شد.
از نتایج دیگر اجرای سیاست کنترل ترازنامه این بود که بخش دولتی و خصوصی نزدیک به بانک‌ها که دسترسی مبتنی بر رانت و غیر رقابتی به تسهیلات بانکی داشتند، به این تسهیلات محدود دست یابند و بخشی از اقتصاد که روابط مبتنی بر رانت با سیستم بانکی نداشت نتواند تأمین مالی را به درستی انجام شود و یک نوع افزایش نرخ بهره بالای بخشی برای قسمتی از فعالان اقتصادی که دسترسی ویژه به منابع بانکی نداشتند به وجود آید؛ بنابراین این شیوۀ کنترل انبساط بی‌رویۀ ترازنامۀ بانک‌ها را می‌تواند شیوۀ جدیدی برای اعمال سیاست صنعت‌زدایی نامید.

### پاسخ رحمانی به برخی نواقص سیاست کنترل ترازنامه
در سال ۱۴۰۲ در پاسخ به این انتقادات باز کمیتۀ مدیریت نقدینگی بانک مرکزی با عضویت رحمانی تصمیم گرفت به جای احیای نظارت متعارف بانکی در کشور، بانک‌ها را به دسته بانک‌های خوب و تراز و ناتراز تقسیم، و نرخ رشد ترازنامۀ سالانۀ آن‌ها را متفاوت تعیین کنند که این راهکار ابداعی ساده نیز نمی‌توانست جایگزین احیای نظارت متعارف بانکی برای احیای سیستم تخصیص بهینۀ نقدینگی در آن باشد.
رحمانی همچنین در رابطه با این انتقاد که این سیاست در رسیدن به هدف اولیۀ خود یعنی کنترل تورم ناکام بوده است می‌گوید: «باید این ماجرا را از این نظر بررسی کرد که در غیاب این طرح تورم تا کجا افزایش می‌یافت.»

## عملکرد و دیدگاه‌ها

### سیاست تثبیت ارز چندنرخی
رحمانی در آذر ماه سال ۱۴۰۲ در نشست «سیاست ارزی بهینه در مختصات اقتصاد ایران» ضمن بیان اینکه در کوتاه مدت اعمال سیاست تثبیت نرخ ارز از سوی بانک مرکزی قابل دفاع است، گفت: «در بلندمدت به دلیل اینکه ناترازی‌های اقتصادی موجب تورم داخلی می‌شود، نرخ ارز نیز باید متناسب با آن افزایش پیدا کند و سیاست تثبیت نرخ ارز شدنی نیست.»

## کتاب‌های تألیفی و تصنیف
- تیمور رحمانی. اقتصاد کلان: نظریه‌ها و مسایل (۹۰۰ تست با پاسخ تشریحی)، نشر برادران، ۱۳۷۷.
- تیمور رحمانی. دولت بزرگ نه، نشر ترمه، ۱۳۸۲.
- علی طیب‌نیا و تیمور رحمانی. بررسی اثرات اجرای مالیات بر ارزش افزوده بر تورم در ایران، مؤسسۀ تحقیقات اقتصادی دانشگاه تهران و سازمان امور مالیاتی کشور، ۱۳۸۳.
- یدالله دادگر و تیمور رحمانی. مبانی و اصول علم اقتصاد، بوستان کتاب قم، ۱۳۸۶.
- تیمور رحمانی. اقتصاد کلان ۲، دانشگاه پیام نور، ۱۳۸۶.
- تیمور رحمانی. مجموعه سؤالات چهار گزینه‌ای اقتصاد کلان، نشر ترمه، ۱۳۸۸.
- تیمور رحمانی. اقتصاد کلان، ۲ جلد، نشربرادران، ۱۳۸۸.
- تیمور رحمانی. اقتصاد کلان نوین، نشر برادران، ۱۳۸۹.
- تیمور رحمانی و محمد آدم‌بیگ. بانک سوالات دروس تخصصی اقتصاد (پول و بانکداری اقتصاد بین‌الملل و بخش عمومی)، انتشارات برادران، ۱۳۹۰.
- تیمور رحمانی. اقتصاد کلان (برای دانشجویان مدیریت و حسابداری و غیره)، نشر برادران، ۱۳۹۱.
- تیمور رحمانی و میر رستم اسدالله‌زاده بالی. پول، ارز و بانکداری، تهران: طراحان ایماژ، ۱۳۹۴.
- تیمور رحمانی. پول: یک کتاب درسی پول و بانکداری، تهران: نور علم، ۱۴۰۰.[۱۹]